# R109 (Schouwen)
De Recreatieve weg 109 (r109) is een weg in Zeeland. De weg loopt van de kruising met de N57 en de r108 in Burgh over de Meeldijk naar Burghsluis. De weg is 1,8 km lang.
Nieuwvliet: R101 · R102 · R103 · R104 · R105

Ommen: R101 · R102 · R103 · R104 · R105

Schouwen: R101 · R102 · R103 · R104 · R105 · R106 · R107 · R108 · R109 · R110 · R111 · R112

Spaarnwoude: R101 · R102 · R103 · R104 · R105 · R106

Voorthuizen: R101

IJmuiden: R101 · R102 · R103